# Evarcha arcuata
Evarcha arcuata (лат.) — вид пауков-скакунов.

## Описание
Самцы достигают длины тела около шести, самки — до восьми миллиметров. У самки имеется коричневый и беловатый цефалоторакс, а также опистосома с отчётливым рисунком чёрных диагональных пятен, иногда с белым контуром. Самец по контрасту почти чёрный с медным блеском. Его лицо имеет горизонтальный узор из чёрных и белых полос. В то время как самцы встречаются очень часто, самки часто прячутся в своих убежищах, например между свёрнутыми листьями. В начале зимы она охраняет здесь свой яичный мешок.

## Название
Видовое название, возможно, происходит от латинского arcus «лук», со значением «дугообразный», относящийся к дугообразному брюшку.